# Mordownia (osada)
Mordownia – osada w Polsce, położona w województwie podkarpackim, w powiecie przemyskim, w gminie Orły.